# Shoubak
Shoubak (în arabă الشوبك) este o comună care se află la marginea de nord-vest a guvernoratului Ma'an în Iordania. Avea o populație de 19.297 de locuitori. La una dintre cele mai înalte altitudini deasupra nivelului mării din Iordania, acest municipiu este renumit pentru fermele de mere și fructe. Castelul cruciat Montreal este situat în Shoubak.

## Istorie

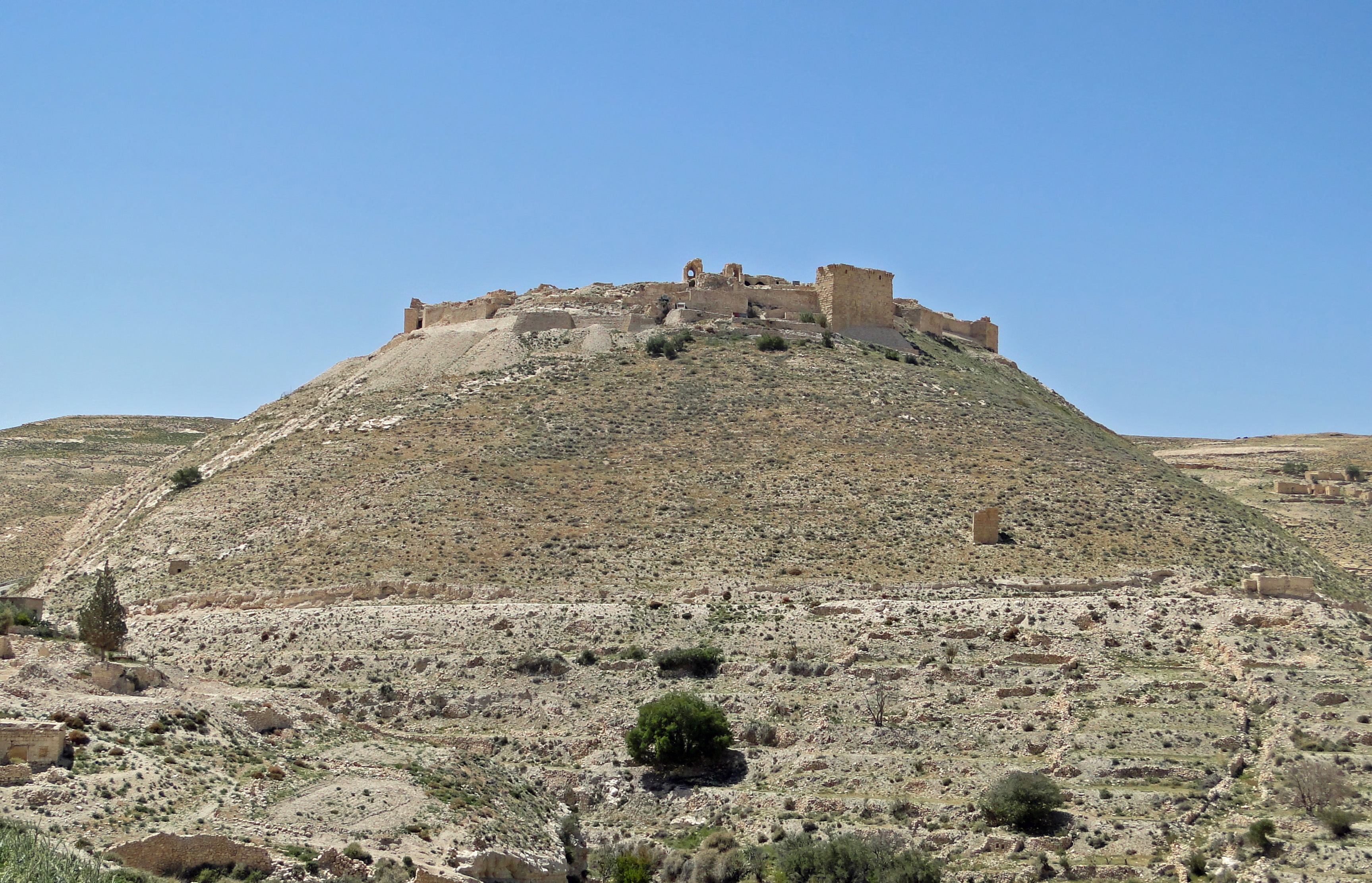
Castelul Cruciaților Montréal din Shoubak.

Shoubak a fost pentru prima dată așezat de către edomiții care își aveau capitala în Bozrah în Guvernoratul Tafilah vecin, în al doilea mileniu î.Hr. A fost apoi mutată de către nabateeni în primul mileniu î.Hr.
Shoubak este cunoscut pentru castelul său cruciat Montreal. Împreună cu Petra și Aqaba, Shoubak formează al treilea cap al acestui triunghi care se află la intersecția dintre Siria, Arabia Saudită și Egipt. Altitudinea sa unică (1330 m deasupra nivelului mării) i-a conferit o importanță strategică.
Importanța Shoubakului a atins apogeul după ce Baldwin I al Ierusalimului a preluat controlul asupra acestuia, tăind rădăcinile dintre Egipt și Siria, castelul Montreal a fost construit pe vârful unui deal acolo în 1115. Shoubak a fost apoi anexat la Dinastia Ayyubidă de către Saladin în 1187.
Shoubak a devenit Nahie în 1894 și aparținea administrativ departamentului otoman de atunci Kerak In 1973, În 1973, a fost clasat până la un kaza. În cel de-al 31-lea Sistem de Divizii Administrative din 1995, Shoubak a devenit un departament complet în cadrul Guvernoatului Ma'an care beneficiază de programul de descentralizare.
Orașul Shoubak s-a revoltat împotriva otomanilor în 1900 și în 1905.
În timpul Revoltei arabe, T. E. Lawrence a intrat în Shoubak în februarie 1918, comentând: „Am trecut peste creasta și am coborât până la baza conului frumos, a cărui coroană murală era peretele inel al vechiul castel din Monreal, foarte nobil pe cerul nopții.” La plecare, el a scris: „... am patinat cu timiditate pe poteca rapidă până la câmpia deschisă peste care încă se întindea drumul roman cu grupurile sale de jaloane căzute, înscrise de împărați celebri”.

## Demografie
Recensământul național din anul 2004 a arătat că populația totală a orașului Shoubak era de 12.590 de persoane, dintre care 5.666 sunt bărbați (45%) și 6924 sunt femei, constituind 55% din populația totală. Erau 1.663 de gospodării cu o medie de 5 persoane / gospodărie. Aproape întreaga populație este musulmană.

## Geografie

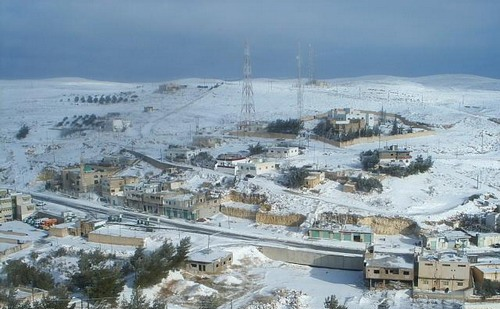
Shoubak este cunoscut pentru iernile sale reci.

Shoubak este situat într-o zonă care se învecinează cu guvernoratul Tafilah la nord și cu Guvernoratul Aqaba la vest. Din punct de vedere administrativ, se află în Guvernoratul Ma'an
Datorită altitudinii sale ridicate, Shoubak este renumit pentru iernile sale reci și înghețate, iar datorită locației sale la granițele Deșertului Arabiei, are un sezon de vară uscat.

## Clima
În Shoubak, există un climat mediteranean cald de vară. Cele mai multe ploi cad iarna. Clasificarea climatică Köppen-Geiger este Csb, dar foarte aproape de Dsa și BSk. Temperatura medie anuală în Shoubak este de 12,7 °C (54,9 °F). Aproximativ 317 mm (12,48 in) de precipitații cad anual.
| Date climatice pentru Shoubak        | Date climatice pentru Shoubak | Date climatice pentru Shoubak | Date climatice pentru Shoubak | Date climatice pentru Shoubak | Date climatice pentru Shoubak | Date climatice pentru Shoubak | Date climatice pentru Shoubak | Date climatice pentru Shoubak | Date climatice pentru Shoubak | Date climatice pentru Shoubak | Date climatice pentru Shoubak | Date climatice pentru Shoubak | Date climatice pentru Shoubak |
| Luna                                 | Ian                           | Feb                           | Mar                           | Apr                           | Mai                           | Iun                           | Iul                           | Aug                           | Sep                           | Oct                           | Nov                           | Dec                           | Anual                         |
| ------------------------------------ | ----------------------------- | ----------------------------- | ----------------------------- | ----------------------------- | ----------------------------- | ----------------------------- | ----------------------------- | ----------------------------- | ----------------------------- | ----------------------------- | ----------------------------- | ----------------------------- | ----------------------------- |
| Maxima medie °C (°F)                 | 6.8 (44,2)                    | 8.4 (47,1)                    | 11.7 (53,1)                   | 16.3 (61,3)                   | 21.2 (70,2)                   | 25.3 (77,5)                   | 26.2 (79,2)                   | 26.9 (80,4)                   | 24.8 (76,6)                   | 19.7 (67,5)                   | 13.4 (56,1)                   | 8.6 (47,5)                    | 17,44 (63,4)                  |
| Minima medie °C (°F)                 | −2 (28,4)                     | −0.8 (30,6)                   | 2.4 (36,3)                    | 5.2 (41,4)                    | 7.8 (46)                      | 11.2 (52,2)                   | 13.5 (56,3)                   | 13.9 (57)                     | 11.0 (51,8)                   | 7.5 (45,5)                    | 3.9 (39)                      | −0.4 (31,3)                   | 6,1 (42,98)                   |
| Precipitații mm (inches)             | 76 (2.99)                     | 64 (2.52)                     | 58 (2.28)                     | 19 (0.75)                     | 6 (0.24)                      | 0 (0)                         | 0 (0)                         | 0 (0)                         | 0 (0)                         | 4 (0.16)                      | 21 (0.83)                     | 69 (2.72)                     | 317 (12,48)                   |
| Sursă: Climate-Data.org,Climate data |                               |                               |                               |                               |                               |                               |                               |                               |                               |                               |                               |                               |                               |

## Economie

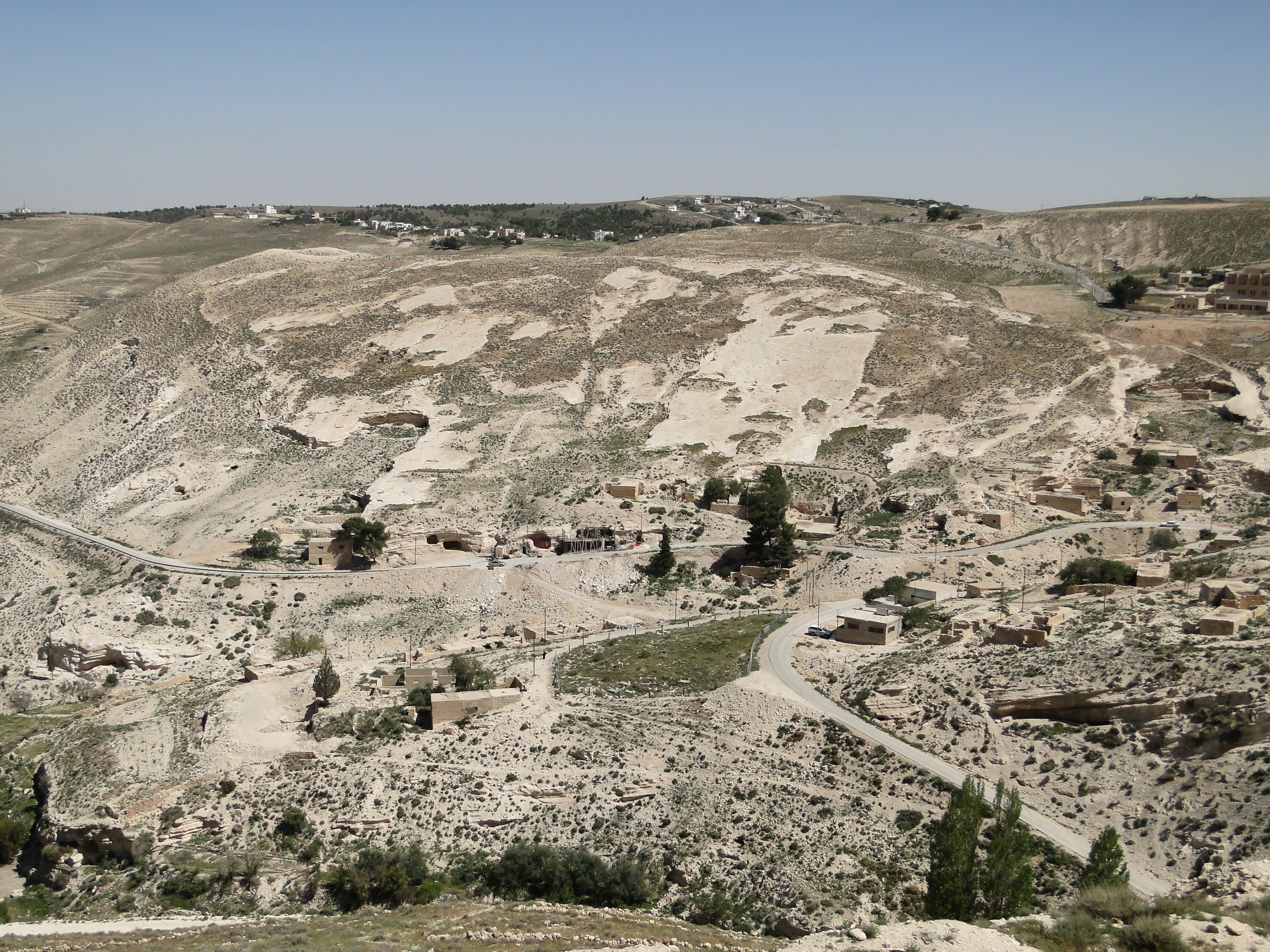
Vedere de la castelul Montreal.

Agricultura reprezintă sursa majoră de venit pentru Shoubak, urmată de turism. Beneficiind de altitudinea sa mare de peste 1.300 m deasupra nivelului mării, zona rurală din Shoubak se extinde la aproximativ 189 km2 de ferme de măslini, legume și fructe, în principal fermele de meri din jurul și în interiorul orașului Shoubak, rezultând că orașul se întinde pe o suprafață relativ mare. În zona rurală a orașului există 129 de stupini, ceea ce îl face un mare producător de miere.